# G4ブロック

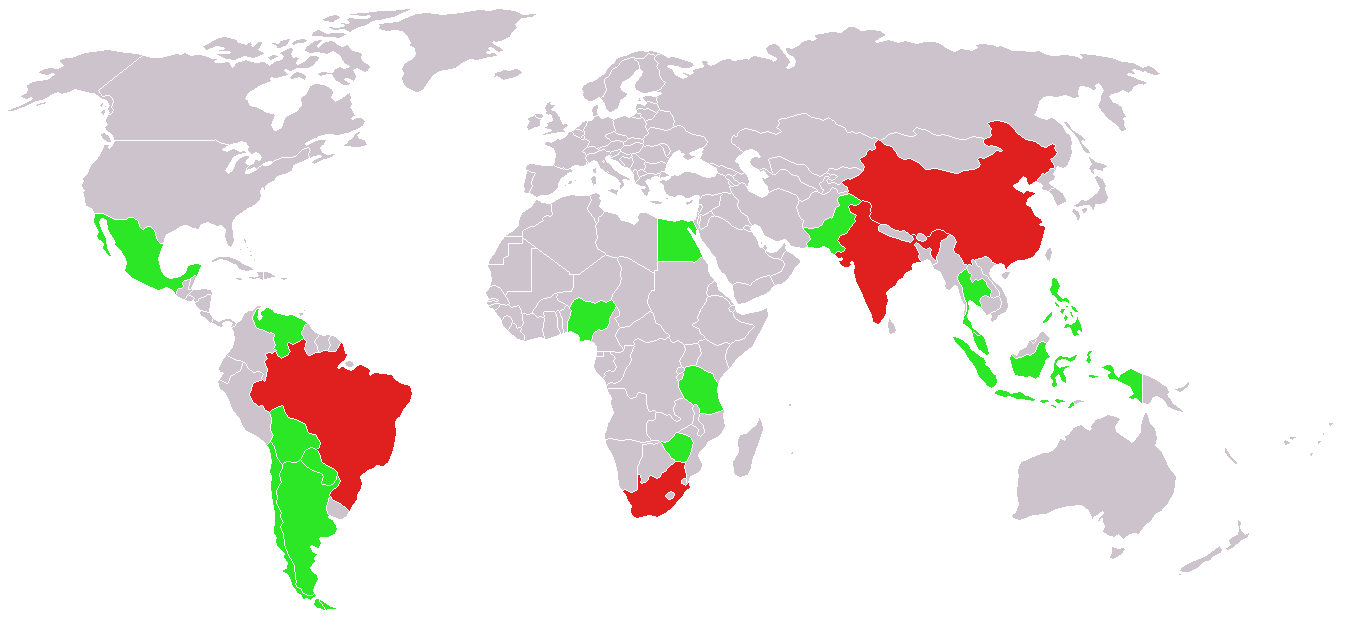
赤がG4諸国。緑はG20諸国。

G4ブロック（英: G4 bloc）とは、WTOにおいて発展途上国であるG20諸国を代表する中国、インド、ブラジル、南アフリカの4か国をさす用語。
2003年に中国を除いた3か国によって「ブラジリア宣言」が発表され、これによりG20がWTOにおいて発展途上国の利益を代表する組織として認められるようになった。G4ブロックの4か国は、いずれもBRICSのメンバーである。